# Gonomyia (Leiponeura) bigeminata
Gonomyia (Leiponeura) bigeminata is een tweevleugelige uit de familie steltmuggen (Limoniidae). De soort komt voor in het Australaziatisch gebied.